# Man'en
Man'en (万延?) è stata un'era giapponese, successiva all'era Ansei e precedente all'area Bunkyū, che va dal 18 marzo 1860 al febbraio 1861 e nella quale l'imperatore era Kōmei.

## Cambio d'epoca
Il nome della nuova era fu creato in seguito alla distruzione causata da un incendio al castello di Edo e all'assassinio di Ii Naosuke e deriva da un aforisma esortativo che si trova nel Libro degli Han posteriori: "Con 100.000.000.000 di discendenti, il tuo nome sarà registrato per sempre".

## Eventi dell'eraMan'en
- 1860: si stabilisce in Giappone il primo fotografo professionista occidentale, Orrin Freeman, che iniziò a vivere a Yokohama.[3]
- 1860: avviene la prima missione straniera negli Stati Uniti.[4]